# Boca do Lixo (minissérie)
Boca do Lixo é uma minissérie brasileira produzida e exibida pela TV Globo de 17 a 27 de julho de 1990, em 8 capítulos.
Escrita por Silvio de Abreu, e dirigida por Roberto Talma. Contou com Sílvia Pfeifer, Alexandre Frota e Reginaldo Faria como protagonistas.

## Sinopse
Cláudia Toledo (Sílvia Pfeifer) é uma bela mulher cuja carreira artística começou de forma bastante promissora. Fazendo fotografias para revistas masculinas e o cinema nacional, no período das pornochanchadas, a transformou em um símbolo sexual. Mas com a retração da indústria cinematográfica a sua desastrosa experiência em televisão, a carreira de Cláudia entra em decadência. Porém a vida de Cláudia mudou totalmente ao ser assediada pelo industrial Henrique Ribeiro (Reginaldo Faria), um quarentão solteiro e rico. O inevitável envolvimento entre os dois resulta em casamento e eles vão morar na cidade de Rio Negro, onde Henrique assumiu o seu cargo na metalúrgica herdada pelo seu pai. Em Rio Negro que Cláudia conhece Tomás (Alexandre Frota), empreiteiro de uma obra de seu marido, um tipo másculo e bonitão com quem ela se envolve. Mas o casamento e o adultério fazem parte de um plano criminoso de Henrique, que precisa desaparecer depois de dar um golpe envolvendo muito dinheiro.

## Elenco
- Sílvia Pfeifer - Cláudia Toledo Ribeiro
- Alexandre Frota - Tomás Oliveira
- Reginaldo Faria - Henrique Ribeiro
- Stênio Garcia - Ciro
- Cláudio Corrêa e Castro - Junqueira
- Maria Estela - Carminha
- Ênio Gonçalves - Gilson
- Tadeu Aguiar - Renato
- Alexandre Lippiani - Otávio Frees (Tavinho)
- Ivete Bonfá - Zuzu
- Alice Borges - Nilza
- Martha Mellinger - Ivete
- Tácito Rocha - Borelli
- Eloina - Manon
- João Vitti - Ator
- Helen Helene
- Hilda Rebello - Dona Eudete
- Walter Breda - Funcionário do teatro onde Cláudia trabalha
- Jairo Mattos - Recepcionista do Hotel
- Susana Vieira - Ela mesma
- Tony Ramos - Ele mesmo

## Audiência
Embora a minissérie tenha tido boa recepção da crítica especializada, em audiência "sofria nas mãos" de O Canto das Sereias da extinta Rede Manchete.

## Exibição
Foi reprisada pela primeira vez em 1992, apenas para o Distrito Federal, após o Jornal Nacional, no lugar do Horário Eleitoral Gratuito. Foi reprisada pela segunda vez entre 28 de fevereiro a 3 de março de 1995, às 22h30 substituindo Agosto e sendo substituída por Anos Rebeldes.

### Outras Mídias
Em janeiro de 2011 foi lançada em DVD pela Globo Marcas.
Em 13 de novembro de 2023, foi disponibilizada na íntegra pelo Globoplay, como parte do Projeto Resgate.

## Trilha Sonora
No disco da trilha sonora também vinham incluídas as músicas da minissérie Desejo
1. A Farsa
2. Boca do Lixo
3. Tensão no Lixo
4. Farsa Ação
5. Noites da Boca
6. A Farsa 2 [Tema de Abertura]